# Cambra (espai)
|  | No s'ha de confondre amb càmera. |

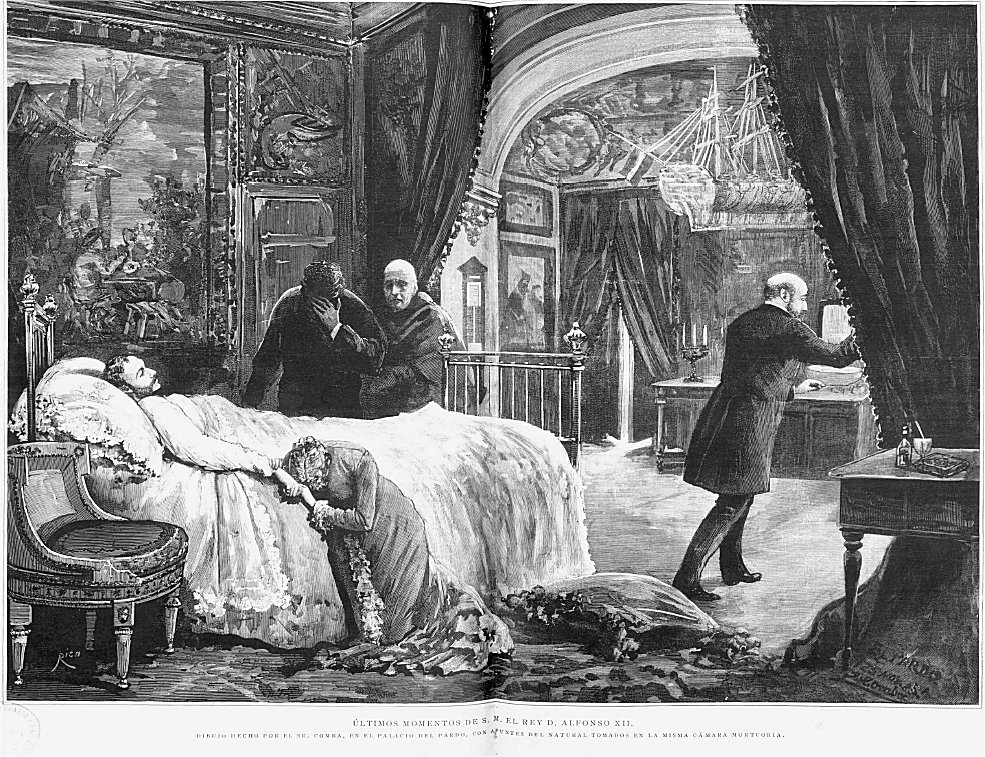
Cambra mortuòria d'Alfons XII

Una cambra (del llatí, camera, transsumpte de la veu grega Minara χαμαρα- concavidad, superfície còncava i d'aquí sostre arquejat, amb volta). Amb una accepció inicial que equivalia en alguns casos a habitació, estança, peça d'una casa, especialment destinada a dormir o simplement a l'ús d'una persona, ha anat variant amb el temps arribant a l'extrem de definir un espai d'aire que queda en certs llocs tancats per altres elements, deixant de ser sinònim d'habitació, com ara un tub de cautxú (cambra de pneumàtic), la part superior del cilindre d'un cotxe (cambra d'explosió), un conjunt de persones (Cambra dels Lords) o fins i tot canviant la paraula, que no l'arrel original: una càmera fotogràfica.

## Accepcions clàssiques

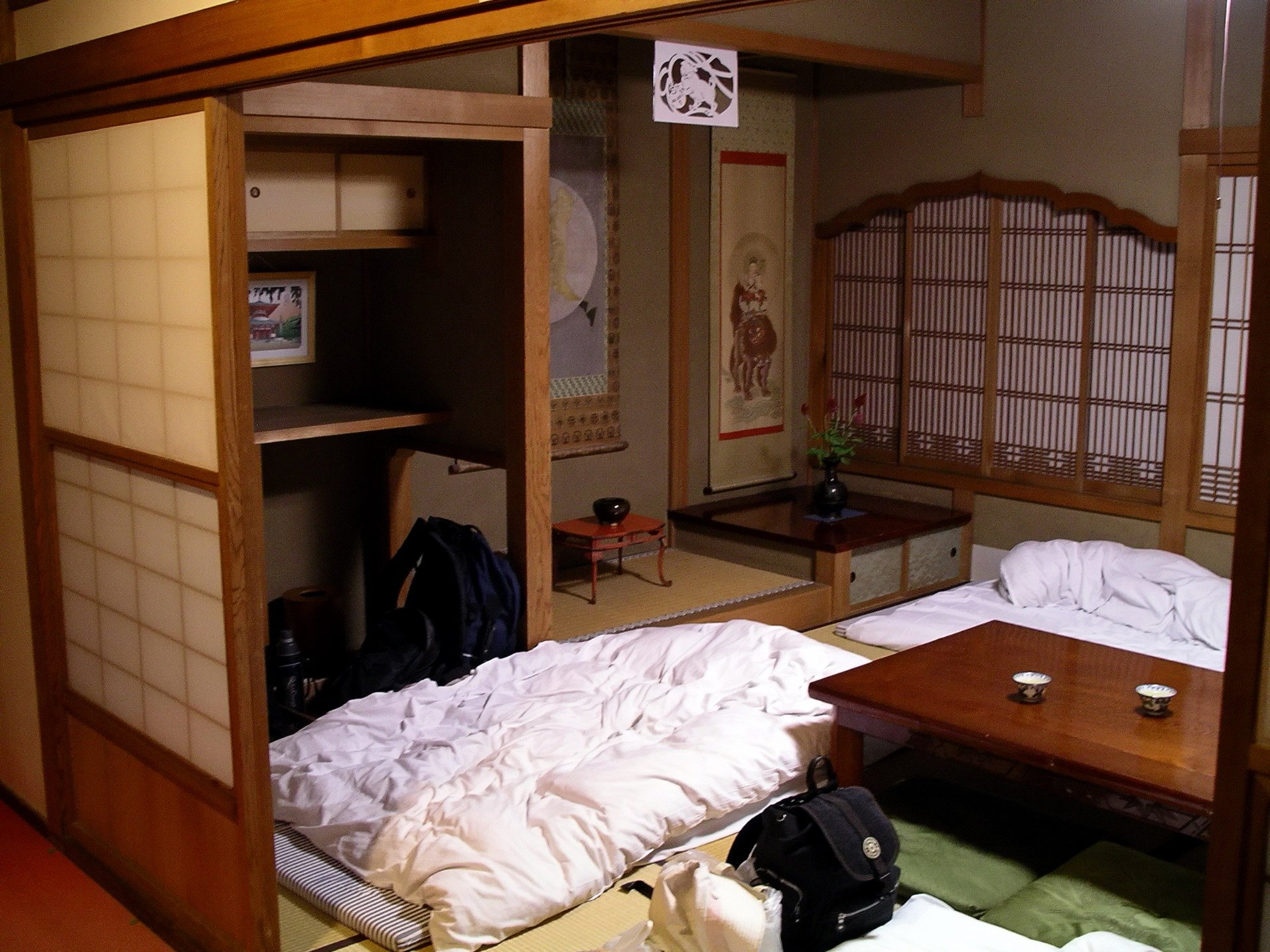
Habitació en un alberg juvenil japonès.

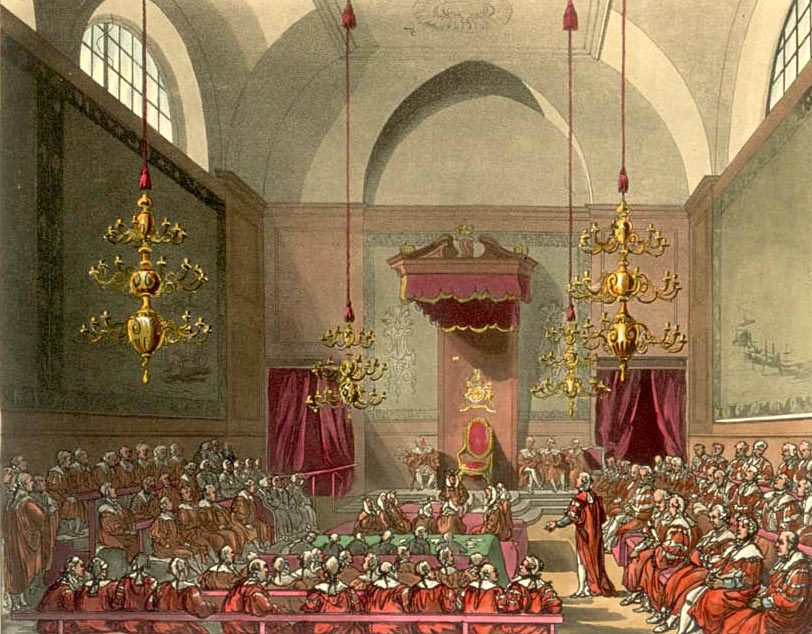
Cambra dels Lords.

En arquitectura, una "habitació" (del llatí habitare, 'habitar') és un espai distingible mitjançant una estructura. Usualment està separada d'altres espais interiors mitjançant passadissos i parets interiors i, de l'exterior, mitjançant parets exteriors. Normalment s'hi accedeix mitjançant una porta. També s'anomena "cambra" (del llatí camara, 'sostre en forma de volta'). Històricament l'ús d'habitacions data almenys de la civilització minoica cap al 2200 aC, on excavacions a Akrotiri, a l'arxipèlag grec de Santorí, revelen habitacions clarament definides mitjançant cert tipus d'estructura.
Atès que l'arc i la volta s'utilitzen d'ordinari i més encara en els temps antics, unes vegades per raó de solidesa i unes altres com a mostra de major sumptuositat i ornat, d'aquí sens dubte la paraula 'cambra', entre les seves nombroses, vàries i àdhuc oposades accepcions, es va aplicar des d'antic a les estances i peces principals de les cases, com les sales, despatxos i dormitoris, molt especialment en els palaus dels reis i prínceps.
Pel seu origen històric, però sempre pel mateix principi i analogia, en català i en altres idiomes, reben el nom de "Cambra" molts tribunals superiors i cossos col·legiats, així com el local de les seves reunions, i altres com a "cambra ardent", "cambra apostòlica", "Cambra de Castella", "Cambra d'Índies", "Cambra de Guerra", "Cambra Eclesiàstica de comptes", "Cambra dels Lords" (en anglès House of Lords), que és la Cambra alta del Parlament del Regne Unit, que també inclou al Sobirà, i "Cambra dels Comuns", que és la Cambra baixa. En aquests darrers casos, la "cambra" és un conjunt de persones i no l'habitació.

## Accepcions modernes

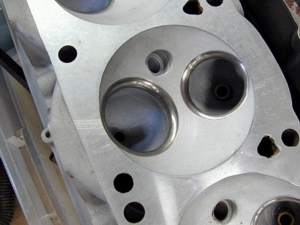
Cambra de combustió hemisfèrica

De la paraula cambra deriva en català la denominació de molts oficials i ministres superiors que van exercir els seus càrrecs prop de la reial persona o en el seu estatge i d'oficials així com gent de la servitud reial, entre altres: camarlenc, cambrer, cambrera, Gentilhome de cambra, escrivà de cambra, porter de cambra, etc. Pel mateix principi es diu cambrer al servicial domèstic entre particulars.
Per la seva destinació, encara de vegades és sinònim d'algun tipus d'habitació o estança: Cambra d'un vaixell, Cambra fosca, petita habitació per a revelar fotografies; Cambra frigorífica, lloc destinat a la conservació dels aliments; Cambra de gas, sistema per aplicar la pena capital per inhalació d'un gas tòxic, habitualment àcid cianhídric. Però altres vegades no té res a veure amb habitació, sinó que s'empra per a definir un espai d'aire que queda en certs llocs tancats per altres elements: Cambra de pneumàtic (de cotxe, de moto o de bicicleta), tub de goma amb forma de torus que s'infla amb aire dins de les rodes de certs vehicles; Cambra d'una arma, dipòsit fix d'una arma semiautomàtica on es disposen els cartutxos abans de passar a la recambra; Cambra d'explosió, part superior del cilindre d'un cotxe, normalment dins la culata, etc.

## Tipus d'habitacions
Algunes habitacions es dissenyen especialment per recolzar el treball domèstic, com cuines i rebosts, la funció de les quals és la preparació i emmagatzematge alimentari. Una oficina de casa o l'estudi poden ser utilitzats per a paperassa de casa o propòsits empresarials externs. Algunes habitacions de treball estan designades per a l'activitat pretesa: per exemple, la cambra de costura (sewing room) per a aquest tipus de labors, i altres peces situades o no a la pròpia vivenda (safareig i estenedor) per cura de la roba.
Altres habitacions són usats per promoure la higiene, com el vàter (latrina) i la cambra de bany (amb lavabo, dutxa o banyera), els quals es poden combinar o disposar en peces separades. L'equivalent en espais públics són els banys públics, que poden o no contenir totes aquestes instal·lacions (urinari, casa de banys); encara que fins i tot a l'Antiguitat eren molt més sofisticats (termes romanes, banys àrabs o turcs).
Als segles XVII, XVIII, i XIX, entre els quals podien pagar-ho, aquestes instal·lacions van estar mantingudes en àrees separades. La cuina se separava de la part principal de la casa, o es disposava al soterrani, per reduir el risc de foc i mantenir la calor i les olors de cuinar fora de la casa principal (sobretot durant els mesos càlids).  El lavabo, sovint una latrina de fossa senzilla, solia estar a l'exterior, per mantenir olors i insectes fora de la casa principal.

### Zones socials
S'ha distingit amb el temps una varietat de tipus d'habitacions el propòsit principal de les quals era socialitzar amb altres persones. Una sala de saló o sala d'estar (sale de sejour en francès, living room o sitting room en anglès - literalment "habitació per viure" o "per seure") es concep com un espai adequat per a les visites i les diversions socials.
En segles anteriors, les grans cases disposaven de grans salons (great hall als palaus i cases senyorials angleses) que, com a habitació principal, podien utilitzar-se per a tota mena de reunions socials i menjador per a banquets; que, aclarida de taules i proporcionada amb música, es podia convertir en un saló de ball.
En altres parts de la casa, podia haver-hi un drawing room (literalment "cambra de dibuix", però no limitat a aquesta funció), amb una major intimitat, per a la família de l'amo i els seus amics de més confiança i privadesa (gabinet).
Algunes cases grans tenien peces especialment dissenyades per a una activitat específica d'esbarjo; com una biblioteca, una sala de música (d'on ve el gènere denominat "música de cambra"), un teatre o cinema de casa, una sala de billar, una cambra de jocs o una sala de fumadors (smoking room).

### Dormitori

El dormitori a Arle, de Vincent van Gogh, 1888.

Un dormitori és l'habitació on hi ha un llit i la finalitat principal del qual és dormir. El dormitori principal pot tenir bany. Una habitació de convidats és un dormitori utilitzat principalment per hostes que pernocten. L'habitació infantil és un dormitori per a nadons o nens petits. Pot estar separada de la cambra de jocs, que és una habitació on es guarden les joguines dels nens.
Els dormitoris poden tenir altres usos. Una casa gran pot tenir habitacions separades per a aquestes altres funcions, com un vestidor per canviar-se de roba (també es veu a botigues de roba i negocis on la gent necessita canviar-se de roba, però no necessita dormir). A la dels Tudor, un dormitori podia tenir un closet separat, per resar i buscar intimitat; aquesta idea arquitectònica perdura al closet entès com a armari d'emmagatzematge.
Al Regne Unit, moltes cases estan construïdes per contenir una peça separada (box room o boxroom -"habitació caixa"-) que és fàcilment identificable, per ser més petita que les altres. La petita grandària d'aquestes habitacions limita el seu ús, i solen utilitzar-se com un petit dormitori individual, el dormitori d'un nen petit o com a traster. Altres peces separades d'aquest tipus poden albergar un empleat domèstic intern (habitació del servei). Tradicionalment, a cases de camp i cases suburbanes més grans fins a la dècada de 1930 a Gran Bretanya, la peça separada era per a l'emmagatzematge de caixes, baguls, portmanteaux, i similars, en lloc de per a ús de dormitori.
Una habitació per a malalts és una habitació especialitzada, de vegades prou gran per a contenir un llit, on un membre de la família pot ser atès convenientment i mantenir-se separat de la resta de la casa mentre es recupera d'una malaltia.

### Habitacions polivalents
A les llars més petites, la majoria de les habitacions eren polivalents. En un estudi, un apartament comunitari o un estudi, una única habitació principal pot servir per a la majoria de les funcions, excepte normalment la neteja i el bany. Entre els tipus d'habitacions polivalents s'hi inclou la gran sala, que elimina la majoria de les parets i portes entre la cuina, el menjador i el saló, per crear una zona més gran i oberta.
En alguns llocs, el tocador d'una dama era una combinació de dormitori i lloc per entretenir un petit nombre d'amics. En altres, el tocador era una avantsala del dormitori.

## Habitació d'hotel

La meva habitació d'hotel a París, d'August Giacometti, 1938.

Les divisions espacials destinades al descans i la privadesa dels clients dels hotels, hostals i altres establiments similars es denominen "habitacions".
Una de les obres d'Edward Hopper es titula Hotel room ("habitació d'hotel", 1931, oli sobre llenç, 152,4 x 165,7 cm Museu Thyssen-Bornemisza); i una de les d'Augusto Giacometti La meva habitació d'hotel a París (1938, oli sobre llenç 111 x 139 cm).
Una habitació amb vistes (A room with a wiev) és una novel·la del 1908 de l'escriptor anglès E. M. Forster, portada al cinema per James Ivory en 1985.
Encara que no es refereixi específicament a una habitació d'un establiment hoteler, l'assaig de Virginia Woolf Una cambra pròpia (A Room of One’s Own, 1929), desenvolupa el tema de la privadesa necessària per a l'emancipació femenina, particularment en l'àmbit literari.

### Suitei habitació amb bany
Una suite és una habitació d'hotel particularment luxosa.
Una habitació en suite és un tipus d'habitació que inclou una habitació privada, un lavabo privat i accés a una cuina comuna. El lavabo generalment inclou una dutxa en suite, un lavabo i un vàter. "En suite" sol indicar un espai privat, sobretot si es tracta d'un allotjament per a estudiants. Les habitacions en suite per a estudiants estan pensades per oferir espai d'estudi i un entorn tranquil.

## Cambra vs. càmera

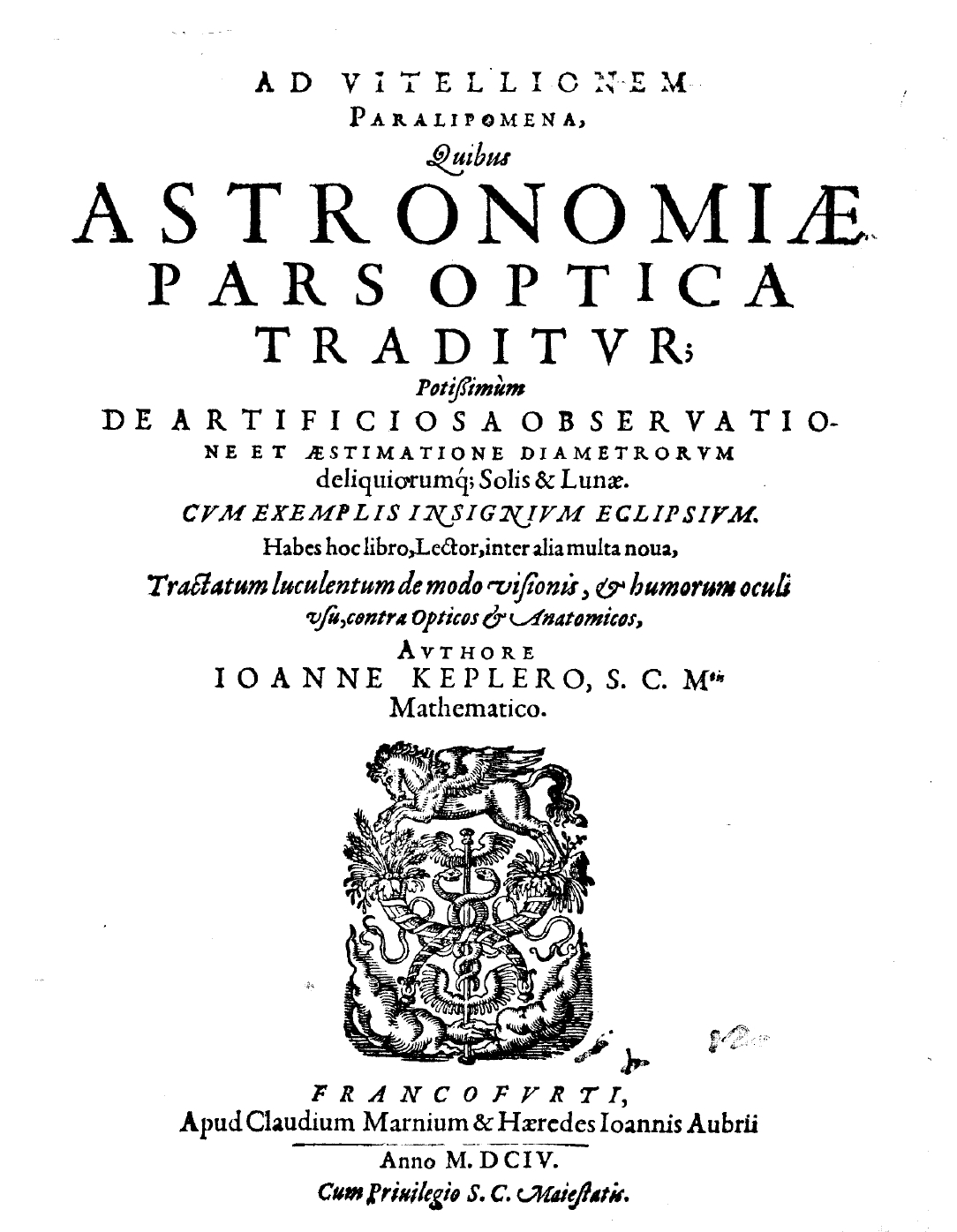
Ad Vitellionem Paralipomena, 1604

Finalment, de les accepcions modernes emprades en català, aquelles que estan relacionades amb la càmera obscura fan servir el terme "càmera" agafat directament del terme per la sinècdoque que s'ha fet tant en català com en francès directament de la paraula llatina "camera", i en canvi, en la resta de casos, s'empra la paraula vulgar (derivada de la mateixa arrel llatina): cambra i chambre. El terme "camera obscura" apareix per primera vegada al llibre Ad Vitellionem Paralipomena (1604), del matemàtic alemany, astrònom i astròleg Johannes Kepler. Kepler va descobrir el funcionament de la càmera obscura recreant el seu principi amb un llibre que substituïa un cos brillant i enviava feixos de llum des dels seus extrems a través d'una obertura cap una taula al terra on els feixos recreaven la forma del llibre. També es va adonar que la imatge es "creava" invertida i es va imaginar que això era corregit d'alguna manera pel cervell.
Amb aquesta accepció hi ha entre altres: 
- Càmera digital[13]
- Càmera fotogràfica[14]
- Càmera estereoscòpica[15]
- Càmera infraroja
- Càmera tèrmica[16]
- Càmera de cinema
- Càmera de televisió
- Càmera de vídeo
- Càmera intel·ligent[17]